# Ipomoea sect. Erpipomoea
Section
Ipomoea sect. Erpipomoea (Ipomoea subgen. Eriospermum sect. Erpipomoea) est une section de plantes à fleurs dicotylédones de la famille des Convolvulaceae, tribu des Ipomoeeae, qui comprend une quinzaine d'espèces. Le genre Ipomoea est subdivisé classiquement en trois sous-genres (Subgen. Eriospermun, Subgen. Ipomoea et Subgen. Quamoclit)  et neuf sections. La section Sect. Erpipomoea est l'une des deux sections, avec la section Sect. Erispermum, qui composent le sous-genre Subgen. Eriospermum. Des études récentes tendent à montrer qu'elle ne constitue pas un clade monophylétique.

## Liste des espèces
Selon GRIN :
- Ipomoea aquatica Forssk.
- Ipomoea asarifolia (Desr.) Roem. & Schult.
- Ipomoea barteri Baker
- Ipomoea coptica (L.) Roth
- Ipomoea imperati (Vahl) Griseb.
- Ipomoea lapathifolia Hallier f.
- Ipomoea obscura (L.) Ker Gawl.
- Ipomoea ochracea (Lindl.) Sweet
- Ipomoea papilio Hallier f.
- Ipomoea pes-caprae (L.) R. Br.
- Ipomoea sagittifolia Burm. f.
- Ipomoea simplex Thunb.
- Ipomoea tenuipes Verdc.
- Ipomoea tuberculata Ker Gawl.
- Ipomoea violacea L.
- Ipomoea welwitschii Vatke ex Hallier f.